# Військові звання Польщі

Логотип Війська Польського

Військові звання Польщі (пол. stopnie wojskowe)  — це система рангів, що визначає місце військовослужбовця у військовій ієрархії Збройних сил Республіки Польща, обумовлюючи його права й обов'язки по відношенню до інших військовослужбовців. Військові звання мають свої відмітні знаки, роль яких найчастіше виконують різного кшталту та вигляду зірки, так звані «діаманти», «балки» чи «кроківки» (пол. diamenty, belki, krokiewki).

### Сухопутні війська, війська територіальної оборони, війська захисту кіберпростору, військова жандармерія, війська спеціальних операцій,окрім підрозділу Формоза

#### Рядовий склад
| Погони                              |                     |                                 |                                             |
| звання польською скорочено код НАТО | рядовий szer. OR-01 | старший рядовий st. szer. OR-02 | старший рядовий спеціаліст¹ st. szer. spec. |

¹ звання запроваждено 23 квітня 2022 року згідно з Законом про захист Вітчизни.

#### Сержантський і старшинський (підофіцерський) склад

##### Молодші підофіцери
| Погони                              |                   |                                        |                                 |                      |                                  |                                   |
| звання польською скорочено код НАТО | капрал kpr. OR-03 | старший капрал st. kpr. OR-04 як plut. | чотовий plut. OR-04 як st. kpr. | сержант sierż. OR-05 | старший сержант st. sierż. OR-06 | молодший хорунжий mł. chor. OR-07 |

##### Старші підофіцери
| Погони                              |                      |                                                      |                                                              |
| звання польською скорочено код НАТО | хорунжий chor. OR-08 | старший хорунжий st. chor. OR-09 як st. chor. sztab. | старший штабний хорунжий st. chor. sztab. OR-09 як st. chor. |